# Moustier-en-Fagne
Moustier-en-Fagne é uma comuna francesa na região administrativa de Altos da França, no departamento do Norte. Estende-se por uma área de 7.13 km². Em 2010 a comuna tinha 61 habitantes (densidade: 8,6 hab./km²).